# 12 جولة 3: تأمين (فلم)
12 جولة 3: تأمين (بالإنجليزية: 12 Rounds 3: Lockdown) هو فيلم أكشن أمريكي صدر سنة 2015 بطولة دين امبروز وهو الجزء الثالث في سلسلة أفلام «12 جولة».

## القصة
يتعافى أحد رجال الشرطة من إصابته بطلق ناري، ليكتشف بعد عودته إلى عمله أدلة تُجرم بعض زملائه في الشرطة عن أنشطة غير قانونية. ليجد نفسه محاصرًا وحده يبحث عن الحقيقة بعد تخاذل رجال الشرطة المتآمرين في استرداد الأدلة.

## وصلات خارجية
- مقالات تستعمل روابط فنية بلا صلة مع ويكي بيانات